# Цедлиц, Йозеф Кристиан фон
Барон Йозеф Кристиан фон Цедлиц (в старых русских источниках Иосиф Христиан фон Зейдлиц, нем. Philipp Gotthard Joseph Christian Karl Anton Freiherr von Zedlitz und Nimmersatt; 28 февраля 1790 — 16 марта 1862) — австрийский драматург и поэт.
Учился в гимназии в Бреслау вместе с Йозефом фон Эйхендорфом. В 1806 году поступил в гусарский полк. Принимал участие в военной кампании 1809 г. в чине оберлейтенанта. По окончании её удалился в имение в Венгрии и посвятил себя занятиям поэзией, выпустив в 1815 году дебютный сборник «Весенние розы». В последующие годы Цедлиц широко публиковался в различных венских изданиях, продолжая вести приватный образ жизни. Но в 1836 году его жена умерла от холеры, и Цедлиц покинул родовое имение и поступил на государственную службу в министерство иностранных дел, в качестве публициста и специального представителя при князе Меттернихе. Был уполномоченным многих германских государств при австрийском дворе: Саксен-Веймар-Эйзенах, Нассау, Брауншвейга, Ольденбурга и Рейса.
В России широкой известностью пользовались два стихотворения Цедлица: «Корабль призраков» в русском переводе М. Ю. Лермонтова (под названием «Воздушный корабль») и «Ночной смотр» (нем. Die nächtliche Heerschau) в переводе В. А. Жуковского (1836). Оба посвящены Наполеону I и «наполеоновской легенде».

## Произведения
драмы:
- «Zwei Nächte zu Walladolid»
- «Der Stern von Sevilla»
- «Kerker und Krone»

стихотворения:
- поэтическая повесть «Waldfräulein»
- «Altnordischen Bilder» (Штутгарт, 1850)
- «Soldatenbüchlein» (Вена, 1848) — род поэтического катехизиса, проникнутого реакционно-католическим духом и милитаристическим патриотизмом.